# Drzewo stochastyczne
Drzewo stochastyczne – metoda graficznego przedstawienia przestrzeni probabilistycznej opisującej przebieg wieloetapowego doświadczenia losowego. Metoda ta jest bardzo pomocna w obliczaniu prawdopodobieństwa zdarzeń. Drzewo stochastyczne złożone jest z wierzchołków reprezentujących wynik doświadczenia losowego zachodzącego w określonej sytuacji (zależnej od poprzednich doświadczeń losowych) oraz krawędzi pomiędzy wierzchołkami etykietowanych prawdopodobieństwami, z jakimi dane zdarzenie zachodzi. Drzewo stochastyczne ma następujące własności: 
- Prawdopodobieństwa zdarzeń "wychodzących" z danego węzła sumują się do 1.
- Prawdopodobieństwo zdarzenia losowego reprezentowanego węzłem X jest równe iloczynowi prawdopodobieństw etykietujących krawędzie strzałek wyznaczających ścieżkę od węzła startowego do węzła X (prawdopodobieństwo warunkowe).